# Youssef Obama
Youssef Ibrahim, meglio noto come Youssef Obama (in arabo يوسف إبراهيم‎?; Alessandria d'Egitto, 26 maggio 1995), è un calciatore egiziano, centrocampista del Pyramids.

## Caratteristiche tecniche
Youssef Obama è un trequartista, tecnico, in grado di agire da esterno.

## Carriera
Muove i suoi primi passi nelle giovanili dello Zamalek, che nel 2014 lo aggrega alla prima squadra. Il 31 dicembre 2020 rinnova il proprio accordo fino al 2024. Il 15 gennaio 2023 passa in prestito all'Al-Hazem, nella seconda divisione saudita.

## Statistiche

### Presenze e reti nei club
Statistiche aggiornate al 1º settembre 2024.
| Stagione        | Squadra                | Campionato      | Campionato | Campionato | Coppe nazionali | Coppe nazionali | Coppe nazionali | Coppe continentali | Coppe continentali | Coppe continentali | Altre coppe | Altre coppe | Altre coppe | Totale | Totale |
| Stagione        | Squadra                | Comp            | Pres       | Reti       | Comp            | Pres            | Reti            | Comp               | Pres               | Reti               | Comp        | Pres        | Reti        | Pres   | Reti   |
| --------------- | ---------------------- | --------------- | ---------- | ---------- | --------------- | --------------- | --------------- | ------------------ | ------------------ | ------------------ | ----------- | ----------- | ----------- | ------ | ------ |
| 2013-2014       | Zamalek                | PL              | 9+3        | 2          | CE              | 4               | 0               | CCL                | 4                  | 0                  | -           | -           | -           | 20     | 2      |
| 2014-2015       | Zamalek                | PL              | 4          | 0          | CE              | 1               | 0               | CC                 | 1                  | 0                  | SE          | 0           | 0           | 6      | 0      |
| 2015-2016       | Al-Ittihad Alessandria | PL              | 32         | 7          | CE              | 3               | 2               | -                  | -                  | -                  | -           | -           | -           | 35     | 9      |
| 2016-2017       | Wadi Degla             | PL              | 13         | 2          | CE              | 1               | 0               | -                  | -                  | -                  | -           | -           | -           | 14     | 2      |
| 2017-2018       | Zamalek                | PL              | 14         | 0          | CE              | 4               | 2               | ACC+CC             | 0                  | 0                  | -           | -           | -           | 18     | 2      |
| 2018-2019       | Zamalek                | PL              | 30         | 10         | CE              | 4               | 1               | ACC+CC             | 3+15               | 0+3                | S-AE+SE     | 1+1         | 0           | 54     | 14     |
| 2019-2020       | Zamalek                | PL              | 24         | 3          | CE              | 3               | 0               | CCL                | 9                  | 0                  | SE+SA       | 1+1         | 0+1         | 38     | 4      |
| 2020-2021       | Zamalek                | PL              | 28         | 10         | CE              | 5               | 4               | CCL                | 6                  | 1                  | SE          | 0           | 0           | 39     | 15     |
| 2021-2022       | Zamalek                | PL              | 25         | 0          | CE              | 3               | 0               | CCL                | 8                  | 3                  | SE          | 0           | 0           | 36     | 3      |
| 2022-gen. 2023  | Zamalek                | PL              | 5          | 0          | CE              | 0               | 0               | CCL                | 3                  | 0                  | -           | -           | -           | 8      | 0      |
| gen.-giu. 2023  | Al-Hazem               | PD              | 16         | 1          | KC              | -               | -               | -                  | -                  | -                  | -           | -           | -           | 16     | 1      |
| 2023-2024       | Zamalek                | PL              | 21         | 8          | CE              | 1               | 1               | ACC+CC             | 0+9                | 2                  | -           | -           | -           | 31     | 11     |
| Totale Zamalek  | Totale Zamalek         | Totale Zamalek  | 160+3      | 33         |                 | 25              | 8               |                    | 58                 | 9                  |             | 4           | 1           | 250    | 51     |
| 2024-2025       | Pyramids               | PL              | 0          | 0          | CE              | 0               | 0               | CCL                | 0                  | 0                  | SE          | 0           | 0           | 0      | 0      |
| Totale carriera | Totale carriera        | Totale carriera | 224        | 43         |                 | 29              | 10              |                    | 58                 | 9                  |             | 4           | 1           | 315    | 63     |

## Palmarès

### Club

#### Competizioni nazionali
- Campionato egiziano: 3

Zamalek: 2014-2015, 2020-2021, 2021-2022
- Coppa d'Egitto: 4

Zamalek: 2013-2014, 2017-2018, 2018-2019, 2020-2021
- Supercoppa d'Egitto: 1

Zamalek: 2019

#### Competizioni internazionali
- Coppa della Confederazione CAF: 2

Zamalek: 2018-2019, 2023-2024
- Supercoppa CAF: 1

Zamalek: 2020
- CAF Champions League: 1

Pyramids: 2024-2025